# Dewoitine D.338
Die Dewoitine D.338 war ein für 22 Passagiere ausgelegtes dreimotoriges Verkehrsflugzeug des französischen Herstellers Dewoitine aus den 1930er Jahren. Verbesserte Versionen waren die D.342 und die D.620.

## Geschichte

### Vorkriegszeit

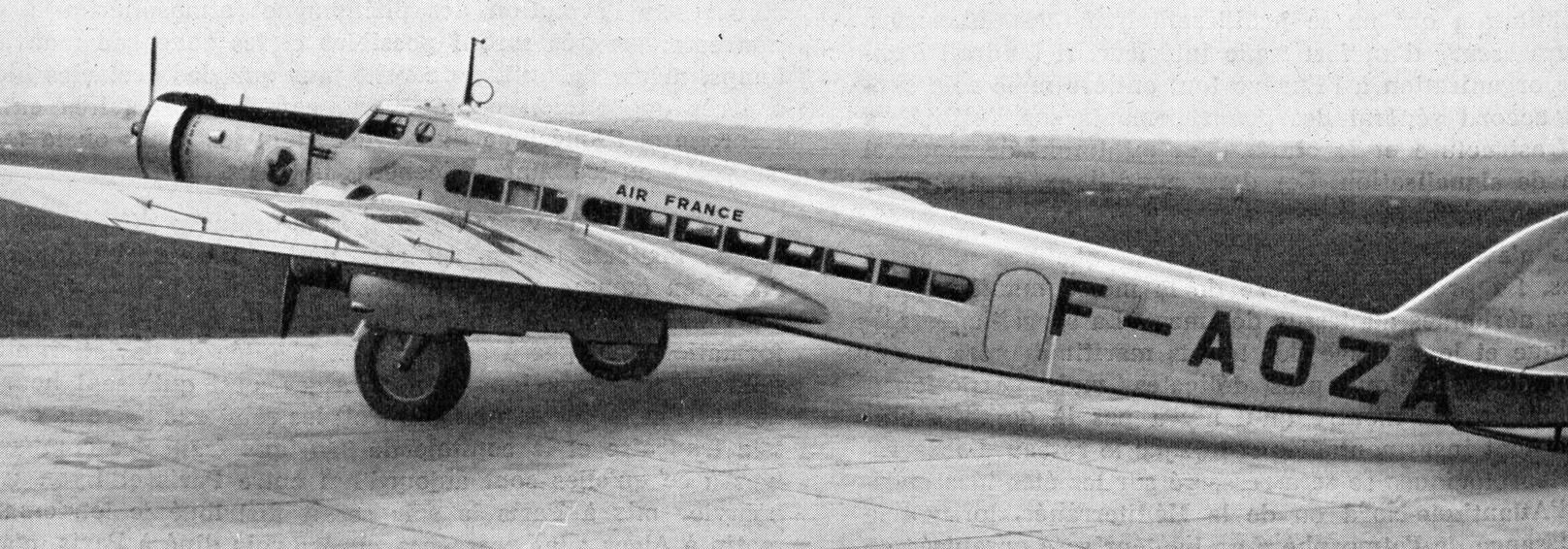
Prototyp F-AOZA, 1936

Der erste Flug des Prototyps F-AOZA erfolgte im Frühling 1936. Für die Air France wurde das Flugzeug zum Haupttyp, der auf allen Strecken eingesetzt wurde. Das erste Flugzeug wurde am 2. November 1937 geliefert. Bis Kriegsbeginn wurden 29 Flugzeuge übernommen. Gebaut wurden der Prototyp sowie dreißig Serienflugzeuge. Für den Europaverkehr war das Flugzeug mit 22 Sitzen ausgerüstet. Im Verkehr mit Südamerika flog es mit 18 Sitzen. Die Langstreckenversion, die Frankreich mit Indochina verband, erhielt sechs bequeme Sessel und sechs Liegen. Anfang 1939 wurden zwei D.338 nach Buenos Aires verschifft, um dort den Verkehr zwischen Natal in Brasilien und Santiago de Chile zu bedienen. Im Europaverkehr flogen zehn Flugzeuge auf allen Hauptstrecken.

### Zweiter Weltkrieg
Bereits am 1. September 1939 wurde das Material der Air France beschlagnahmt. Aus den Flugzeugen bildete man Transportgruppen zu je drei Flugzeugen. Bei einem Transporteinsatz wurde die F-ARTD am 20. Juni 1940 von eigener Flak abgeschossen, wobei ein Besatzungsmitglied ums Leben kam. Ende September 1939 konnte ein stark eingeschränkter Luftverkehr wieder aufgenommen werden. Am 26. Juni 1940 musste der Luftverkehr eingestellt werden. Die Vichy-Regierung im unbesetzten Teil Frankreichs erlaubte dann ab 10. August 1940 die Wiederaufnahme des Verkehrs, allerdings nur im unbesetzten Teil und mit und in Afrika.
Die D.338 beflogen dabei die Strecken in Afrika: Tunis–Casablanca, Marseille–Dakar und Marseille–Libreville (Kongo). Die Strecken nach und in Südamerika mussten eingestellt werden, so dass die beiden in Argentinien verbliebenen D.338 schließlich am 30. September 1942 an die argentinische Luftwaffe verkauft wurden. Auch die Strecke nach Indochina wurde eingestellt. In Vietnam verblieben drei D.338 und verbanden Hanoi mit Saigon. Dabei wurde am 7. Juli 1940 die F-AQBA über dem Golf von Tonkin von japanischen Jagdflugzeugen abgeschossen, wobei die drei Besatzungsmitglieder und die drei Passagiere an Bord ums Leben kamen.
Während der alliierten Invasion von Syrien im Juni/Juli 1941 wurden alle verfügbaren Langstreckenflugzeuge der Air France eingesetzt, um Verstärkungen nach Damaskus zu fliegen. Dabei gingen vier D.338 durch Kriegseinwirkung verloren. Zwei weitere wurden von vorrückenden freifranzösischen Truppen erbeutet und für die Lignes Aériennes Militaires im Nahen Osten mit eigenen Luftfahrzeugkennzeichen (FL-AQB und FL-ARI) zwischen Damaskus und dem Kongo eingesetzt.

### Einsatz bei der Deutschen Lufthansa
Bei der deutschen Besetzung Südfrankreichs im November 1942 befanden sich dort lediglich acht D.338. Der Rest flog in Nordafrika und kam so in den Zugriff der Alliierten. Da die deutsche Lufthansa unter einem erheblichen Flugzeugmangel litt, nachdem ein großer Teil der Flotte bei Kriegsbeginn an die Luftwaffe abgeben werden musste, war sie darauf angewiesen, Flugzeuge von anderen Gesellschaften zu chartern. Interessant waren für sie in diesem Falle die Dewoitine 338 und die Bloch MB.220. Entsprechend wurden die verfügbaren acht D.338 am 1. Februar 1943 gechartert. Die F-AQBM erhielt das deutsche Überführungskennzeichen D-AYWT und wurde am 16. April 1943 nach Berlin geflogen. Mit dem neuen Kennzeichen D-AUAN erfolgten Probeflüge, bei denen aber eine gewisse Instabilität des Flugzeuges festgestellt wurde. Daher wurde entschieden, dass die Flugzeuge vor dem Einsatz im Luftverkehr modifiziert werden mussten. Im Oktober 1943 wurden drei weitere D.338 nach Berlin überführt, um diese Änderungen vorzunehmen. Dazu kam es aber nicht mehr, da die Lufthansa Ju 52 aus der Luftwaffenserie erhalten konnte. Die vier ausgelieferten Flugzeuge wurden abgestellt und später durch Kriegsereignisse zerstört. Die übrigen vier gecharterten Flugzeuge verblieben in Toulouse-Montaudran, wobei zwei am 2. Mai 1944 durch einen Bombenangriff zerstört wurden. Die D.338 wurde lediglich einmal im Linienverkehr der DLH im IV. Quartal 1943 mit 524 Flugkilometern eingesetzt.

### Nachkriegszeit
Nach Kriegsende wurden die verbliebenen zehn Flugzeuge im Europaverkehr der Air France eingesetzt, wurden aber nach und nach bis 1949 verschrottet.

## D.342 und D.620
Neben den insgesamt 30 an Air France ausgelieferten D.338 existierten zwei verbesserte Versionen. Die D.342 bot Platz für 24 Passagiere und verfügte über drei Sternmotoren Gnôme-Rhône 14N mit je 682 kW. Das einzige fertiggestellte Flugzeug wurde 1942 an Air France übergeben. Es wurde am 27. September 1942 durch Absturz in Algier zerstört, wobei die vierköpfige Besatzung sowie die 21 Passagiere ums Leben kamen. Die D.620 für 30 Fluggäste besaß drei 656 kW leistende Gnôme-Rhône 14K-Motoren, wurde aber nicht mehr in Dienst gestellt.

## Technische Daten

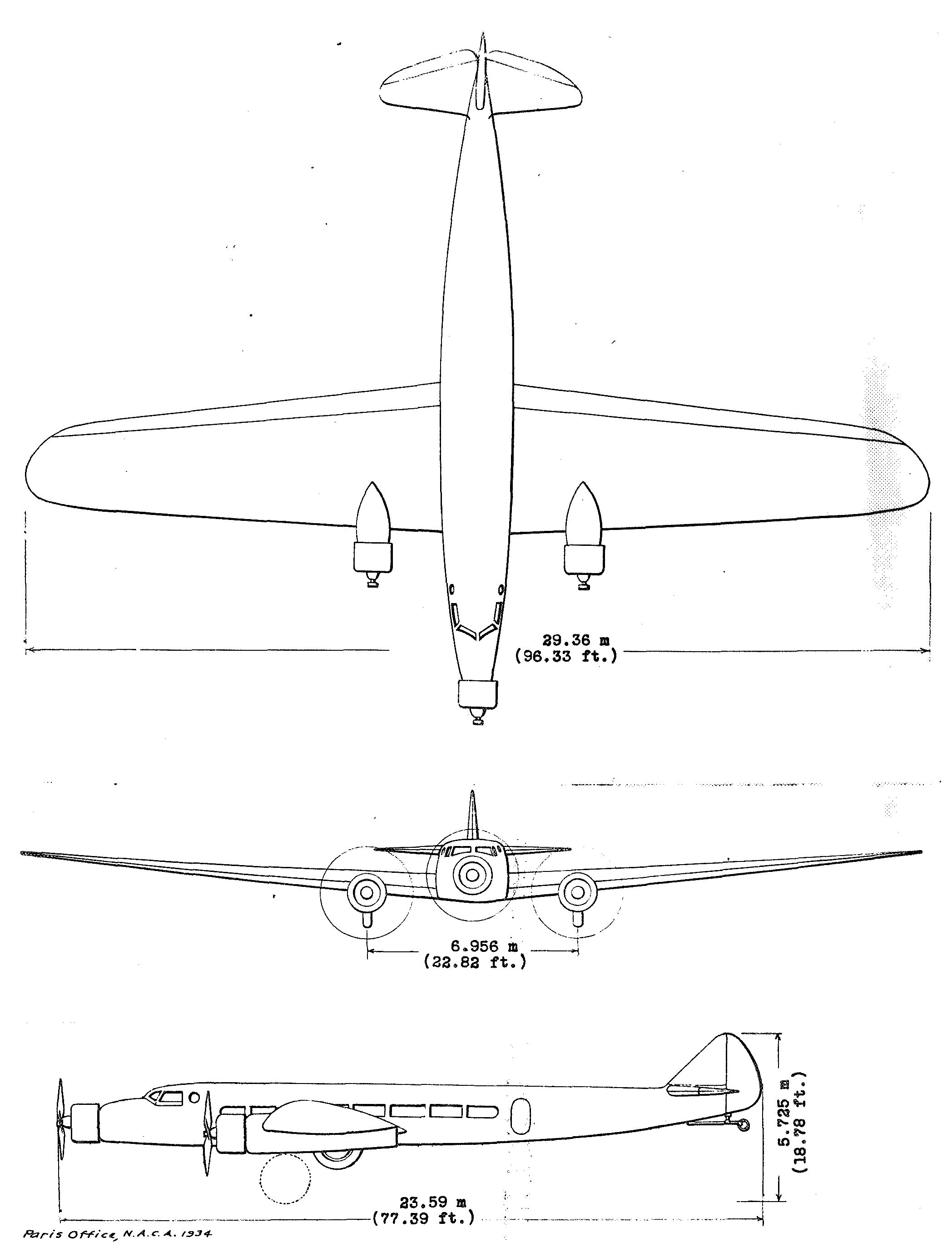
Dreiseitenansicht der D.620

| Kenngröße             | Dewoitine D.338                                    | D.620                  | D.342               |
| --------------------- | -------------------------------------------------- | ---------------------- | ------------------- |
| Erstflug              | 9. August 1935                                     | 22. Oktober 1936       | 23. November 1938   |
| gebaut                | 31                                                 | 1                      | 1                   |
| Besatzung             | 3                                                  | 3                      | 3                   |
| Passagiere            | 12–22                                              | 30                     | 24                  |
| Länge                 | 22,13 m                                            | 23,59 m                | 22,13 m             |
| Spannweite            | 29,38 m                                            | 29,36 m                | 26,95 m             |
| Höhe                  | 5,57 m                                             | 5,72 m                 | 5,57 m              |
| Flügelfläche          | 99,0 m²                                            |                        | 82 m²               |
| Flügelstreckung       | 8,7                                                |                        |                     |
| Leermasse             | 7.905 kg                                           | 6.900 kg               |                     |
| Startmasse            | 11.150 kg                                          | 12.760 kg              | 15.500 kg           |
| Reisegeschwindigkeit  | 260 km/h                                           | 300 km/h               |                     |
| Höchstgeschwindigkeit | 310 km/h                                           | 350 km/h               | 390 km/h            |
| Dienstgipfelhöhe      | 4900 m                                             | 7700 m                 |                     |
| Reichweite            | 800 km (Europa) 1500 km (Afrika) 2060 km (Fernost) | 2100 km                | 1000 km             |
| Triebwerke            | 3 × Hispano-Suiza HS 9V-17                         | 3 × Gnôme-Rhône 14Kdrs | 3 × Gnôme-Rhône 14N |
| Leistung              | 650 PS (478 kW)                                    | 740 PS (544 kW)        | 960 PS (706 kW)     |